# Alain Chabat
Alain Chabat (Orán, Argelia francesa, 24 de noviembre de 1958) es un comediante, humorista, actor, productor, productor ejecutivo, guionista, doblador y director de cine, dibujante de historietas, locutor de radio y presentador de TV. Es de nacionalidad francesa.
Alain Chabat es uno de los pocos comediantes franceses que han sabido adaptar al gusto de su país el estilo de guion basado en la cultura pop del trío estadounidense Zucker, Abrahams and Zucker.
Su casa productora se llama "Chez Wam", que significaría en verlan "Chez moi" ("mi casa", "de mi cosecha"). 
En el 2005 empezó a financiar la asociación antirracista de Francia Devoirs de Mémoires.

## Biografía

### Infancia y juventud
Llegó a Francia en 1963, y su familia se instaló en Massy, que entonces era un suburbio de París. Era bastante revoltoso y lo cambiaron de centro de enseñanza doce veces. Quería ser dibujante de historietas o cantante de rock.

### Comienzo de su carrera
Empezó dibujando historietas, y le publicaron en la revista "Antirouille" ("Antioxidante").
En 1980 se puso a trabajar en Radio Andorra y en France Inter: en ésta, en el programa de la sobremesa del sábado y la mañana y la sobremesa del domingo "L'Oreille en coin".
En 1984 conoció en Radio Montecarlo a Pierre Lescure, que le propuso trabajar en una cadena nueva: Canal +. Allí comenzó en el parte meteorológico, y cinco meses más tarde, junto con Stéphane Sirkis, empezaría a presentar el programa diario de variedades "4C+". Al tiempo, presentaba con Daniel Toscan du Plantier "Próximamente en Canal +", programa semanal, y una sección de revista de prensa en el programa "Zénith", presentado por Michel Denisot. También presentaba "Ricard Passion", un programa musical de variedades producido y realizado por J. M. Steward que se emitía por 150 emisoras.

### La fama en la TV
En 1987, Alain Chabat forma con Bruno Carette, Dominique Farrugia y Chantal Lauby el cuarteto de humoristas al que el periodista y presentador de TV Philippe Gildas puso el nombre de "Les Nuls".
Volvió a la televisión en 1988 en la cadena "Comédie !" para participar en noviembre y diciembre en el programa "La Grosse Émission", de Dominique Farrugia. 
En el 2001, presentaba en Canal + el programa "Burger Quiz", donde actores y humoristas hacían de concursantes a quienes se hacía preguntas en un sitio de comida rápida.

## Filmografía

### Como actor
- 1987: Cinématon n.° 976, de Gérard Courant.
- 1990: Baby Blood, de Alain Robak: el transeúnte degollado.
- 1991: Les secrets professionnels du Dr. Apfelglück, de Alessandro Capone, Stéphane Clavier, Mathias Ledoux, Thierry Lhermitte y Hervé Palud: Gérard Martinez.
- 1992: Pizza Blob, de Nicolas Hourès: el profesor Liégeois.
- 1994: One Night of Hypocrisy, de Nicolas Hourès: Thomas.
- 1994: À la folie, de Diane Kurys: Thomas.
- 1994: Parano, de Anita Assal, Alain Rob, Manuel Flèche, John Hudson y Yann Piquer: el piloto.
- 1994: La cité de la peur, de Alain Berbérian: Serge Karamazov (en "Red is Dead") y Jacques, periodista de TV.
- 1995: Felpudo maldito (Gazon maudit), de Josiane Balasko: Laurent Lafaye.
- 1996: Delphine 1, Yvan 0, de Dominique Farrugia: Pierre Krief.
- 1996: Beaumarchais, l'insolent, de Edouard Molinaro: el cortesano de Versalles.
- 1997: Didier, de Alain Chabat: Didier.
- 1997: Le cousin, de Alain Corneau: Gérard Delvaux.
- 1998: Mes amis, de Michel Hazanavicius: Étienne.
- 1999: Trafic d'influence, de Dominique Farrugia: el cura.
- 1999: La débandade, de Claude Berri: el especialista.
- 1999: Bricol Girls. Vídeo.
- 2000: Le goût des autres, de Agnès Jaoui: Bruno Deschamps.
- 2001: L'art (délicat) de la séduction, de Richard Berry: maestro de zen.
- 2001: Astérix y Obélix: Misión Cleopatra, de Alain Chabat: Julio César.
- 2003: Chouchou, de Merzak Allouache: Stanislas de la Tour-Maubourg.
- 2003 : Laisse tes mains sur mes hanches, de Chantal Lauby: Bernard.
- 2003: Mais qui a tué Pamela Rose?, de Éric Lartigau: Peter McGray.
- 2003: Les clefs de bagnole, de Laurent Baffie: el vendedor de perros.
- 2004: Ils se marièrent et eurent beaucoup d'enfants, de Yvan Attal: Georges.
- 2004: RRRrrrr!!!: de Alain Chabat.
- 2004: Casablanca Driver, de Maurice Barthélémy: el Dr. Brenson.
- 2005: Papa"', de Maurice Barthélémy: Papa.
- 2006: La science des rêves, de Michel Gondry: Guy.
- 2006: Prête-moi ta main, de Eric Lartigau: Luis Costa.
- 2007: Kaamelott (Livre V): el Duque de Aquitania.
- 2007: Garage Babes. Vídeo.
- 2008: 15 ans et demi, de Thomas Sorriaux y François Desagnat: Norbert.
- 2008: La personne aux deux personnes, de Nicolas & Bruno: Gilles Gabriel.
- 2008: Un monde à nous de Frédéric Balekdjian: El profesor de inglés.
- 2008: Rien dans les poches (TV).
- 2009: Night at the Museum: Battle of the Smithsonian (Noche en el museo 2, Una noche en el museo 2, la batalla del smithsoniano), de Shawn Levy: Napoléon.
- 2009: Trésor, de Claude Berri y François Dupeyron.
- 2009: Le siffleur, de Philippe Lefebvre.
- 2012: En busca del Marsupilami

### Como actor de voz y doblador
- 1993: "La classe américaine" o "Le Grand Détournement": Garganta Profunda.
- 1997: "Didier": Didier.
- 1998: " La espada mágica: En busca de Camelot": el dragón de dos cabezas, en el doblaje francés.
- 1999: "Bricol' Girls".
- 2001: "Shrek": Shrek, en el doblaje francés.
- 2002: "Shrek 3D" (vídeo): Shrek, en el doblaje francés.
- 2004: "Shrek 2": Shrek, en el doblaje francés.
- 2006: "Avez-vous déjà vu?" (serie de TV): narración.
- 2007: "Shrek tercero": Shrek, en el doblaje francés.
- 2007:"Shrek the Halls" ("Joyeux Noël Shrek!"), especial de Navidad de TV: Shrek, en el doblaje francés.
- 2007: "Garage Babes".
- 2009: "Night at the Museum: Battle of the Smithsonian: voz de Napoleón en el doblaje francés.
- 2023: Fumer fait tousser, de Quentin Dupieux: voz de Chief Didier[1]

### Como director
- 1997: "Didier", por la que obtuvo en 1998 el Premio César a la mejor opera prima.
- 1999: "Bricol' Girls". Vídeo.
- 2000: "Authentiques". Vídeo.
- 2001: "Astérix y Obélix : Misión Cleopatra". Con esta película se vendieron más de 14 millones y medio de entradas.
- 2004: "RRRrrrr!!!".
- 2012: En busca del Marsupilami

### Argumento. Guion. Diálogos
- 1992: Wayne's World, de Penelope Spheeris: guion del doblaje francés, escrito con Dominique Farrugia.
- 1994: La cité de la peur, de Alain Berbérian: participación en el guion.
- 1997: Didier: guion.
- 2001: Astérix y Obélix : Misión Cleopatra: guion.
- 2004: RRRrrrr!!!
- 2005: Papa, de Maurice Barthélémy: diálogos adicionales.
- 2006: Prête-moi ta main: idea original.
- 2009: Le petit Nicolas (adaptación cinematográfica de las historias de René Goscinny del personaje El pequeño Nicolás): guion.
- 2024: Corazones rotos: coguionista.

### Producción
- 1997: "Didier": coproducción.
- 1999: "Bricol' Girls". Vídeo.
- 2000: "Authentique". Vídeo.
- 2000: "Kitchendales". Vídeo.
- 2001: "Astérix & Obélix: Misión Cleopatra".
- 2001: "Burger Quiz" (TV).
- 2006: "Avez-vous déjà vu?" (serie de TV).
- 2007: "La Personne aux deux personnes".
- 2008: "Rien dans les poches" (TV).
- 2009: "A Thousand Words", con Eddie Murphy.

### Como productor ejecutivo
- 2006: "Prête-moi ta main", de Eric Lartigau.

### Como presentador de TV
- 1998 - 1999: "La Grosse Émission", junto con otros presentadores.
- 2001: "Burger Quiz".

## Distinciones

### Premios
- Premio César de 1998 a la mejor opera prima pur "Didier".

### Candidaturas sin premio
- César de 1996 al mejor actor por su interpretación en "Gazon maudit".
- César de 1998 al mejor actor por su interpretación en "Didier".
- César del 2001 al mejor actor secundario por su interpretación en "Le goût des autres".
- Premio del público en el certamen Premios del Cine Europeo al mejor actor por su interpretación en "Astérix y Obélix : Mission Cleopatra".
- César del 2007 al mejor actor por su interpretación en "Prête-moi ta main".